# Unione Sportiva Pergocrema 1932 2011-2012
Questa pagina raccoglie le informazioni riguardanti l 'Unione Sportiva Pergocrema 1932 nelle competizioni ufficiali della stagione 2011-2012.

## Rosa
| N. |                    | Ruolo | Calciatore            |
| -- | ------------------ | ----- | --------------------- |
|    | Nigeria (bandiera) | D     | Seyi Adeleke          |
|    | Italia (bandiera)  | C     | Federico Angiulli     |
|    | Brasile (bandiera) | A     | Babú                  |
|    | Italia (bandiera)  | C     | Giuseppe Capua        |
|    | Italia (bandiera)  | C     | Mattia Cassani        |
|    | Italia (bandiera)  | C     | Alessandro Cazzamalli |
|    | Croazia (bandiera) | D     | Vedran Celjak         |
|    | Italia (bandiera)  | P     | Cristian Cicioni      |
|    | Italia (bandiera)  | C     | Tommaso Coletti       |
|    | Italia (bandiera)  | P     | Emanuele Concetti     |
|    | Italia (bandiera)  | A     | Angelo Corsi          |
|    | Italia (bandiera)  | D     | Giuseppe Costantini   |
|    | Italia (bandiera)  | D     | Luigi Cuomo           |
|    | Italia (bandiera)  | C     | Daniele De Vezze      |
|    | Spagna (bandiera)  | A     | Alfonso Delgado       |
|    | Italia (bandiera)  | A     | Alessandro Di Mario   |
|    | Senegal (bandiera) | D     | Diaw Doudou           |
|    | Italia (bandiera)  | D     | Alessandro Fabbro     |
|    | Italia (bandiera)  | D     | Daniele Fruci         |
|    | Italia (bandiera)  | D     | Matteo Gritti         |
|    | Italia (bandiera)  | A     | Massimiliano Guidetti |
|    | Brasile (bandiera) | A     | Joelson               |

| N. |                     | Ruolo | Calciatore         |
| -- | ------------------- | ----- | ------------------ |
|    | Italia (bandiera)   | D     | Giuseppe Lolaico   |
|    | Italia (bandiera)   | A     | Giacomo Mammetti   |
|    | Italia (bandiera)   | C     | Flavio Mattia      |
|    | Italia (bandiera)   | P     | Andrea Menegon     |
|    | Italia (bandiera)   | C     | Michele Menicozzo  |
|    | Colombia (bandiera) | C     | Jaime Leon Merito  |
|    | Italia (bandiera)   | P     | Mirko Pennesi      |
|    | Italia (bandiera)   | A     | Ivan Perrone       |
|    | Brasile (bandiera)  | A     | Piá                |
|    | Italia (bandiera)   | P     | Lorenzo Prisco     |
|    | Italia (bandiera)   | C     | Manuel Ricci       |
|    | Paraguay (bandiera) | C     | Gabriel Modesto    |
|    | Italia (bandiera)   | D     | Giuseppe Rizza     |
|    | Italia (bandiera)   | C     | Luca Rizzo         |
|    | Italia (bandiera)   | D     | Tommaso Romito     |
|    | Italia (bandiera)   | C     | Fabrizio Romondini |
|    | Italia (bandiera)   | D     | Emanuele Sembroni  |
|    | Italia (bandiera)   | C     | Juri Tamburini     |
|    | Italia (bandiera)   | A     | Emanuele Testardi  |
|    | Italia (bandiera)   | A     | Emiliano Tortolano |
|    | Italia (bandiera)   | A     | Rey Volpato        |